# 上海公交71路
上海公交71路，有时又称延安路中运量公交线，简称中运量71路或71路中运量，是中国大陆上海市的一条地面公共电车路线。目前，该线路行驶于延安路中运量公交系统内，西起申昆路枢纽站，东至延安东路外滩站，主要途经沪青平公路与延安路。全程线路总长17.5 km，设站25组；区间车线路长15.5 km，设站22组。

## 历史沿革
注：71路公交车原先是由双流路天山路至延安东路中山东一路的日间公共汽车线路，而现有中运量线路与之为线路名及部分线路段（天山路—外滩）上的继承关系（原71路在天山路的线路段由上海公交1250路继承）。
民国38年（1949年）1月，中华民国上海市政府开通了3路公共汽车，在中正东路(今延安东路)到番禺路间行驶。同年，上海戰役爆发，中共占领上海市，其当局接手运营后，更名71路。至1992年时，该线路已经延伸到水城路(即水城路威宁路，原127终点站)。1992年，上海市公交总公司职工投股组成独立经营的股份制车队曾在市内开辟ZX（专线）71路（水城路—延安东路外滩）公交车。
1975年12月26日，为改善市民的出行条件，方便西部区域职工上下班，71路增开与74路联运的高峰车上海公交202路，起始站从西藏路至汤更浪（北翟路绥宁路），后调整为农科院至普安路，仅停靠大世界等主要站点，分流了71路的长途客流。2010年3月13日，高峰联运线路202路停运。
1994年10月起，71路实行准无人售票，即每辆铰接车保留一位乘务员监票的同时不再负责票务。1995年5月，带有后置客车底盘的SK6104HP型无人售票公共汽车批量投入71路营运 。
2005年8月13日，71路终点站由水城路威宁路改为双流路天山路。2009年3月7日，撤销威宁路仙霞路站点。
2006年9月1日，71路大站车开通，上行经中山东一路、金陵东路、河南中路、延安东路、延安中路（茂名路上高架，凯旋路下高架）、延安西路、天山路、威宁路、新渔东路、双流路，设浙江中路站、西藏中路站、重庆北路站、石门一路站、凯旋路站、遵义路站、古北路站、曹家宅站、双流路站；下行经天山路、延安西路（凯旋路上高架，茂名路下高架）、延安中路、延安东路外滩，设芙蓉江路站、娄山关路站、中山西路站、凯旋路站、重庆北路站、西藏中路站、延安东路外滩站。该大站快车采取定时不定车的办法，以保障发车的准点率。逢双休日、节假日停驶。
2013年，71路在公交车上安装了多套车载“电子警察”设备，查处占用公交车道违法行为。

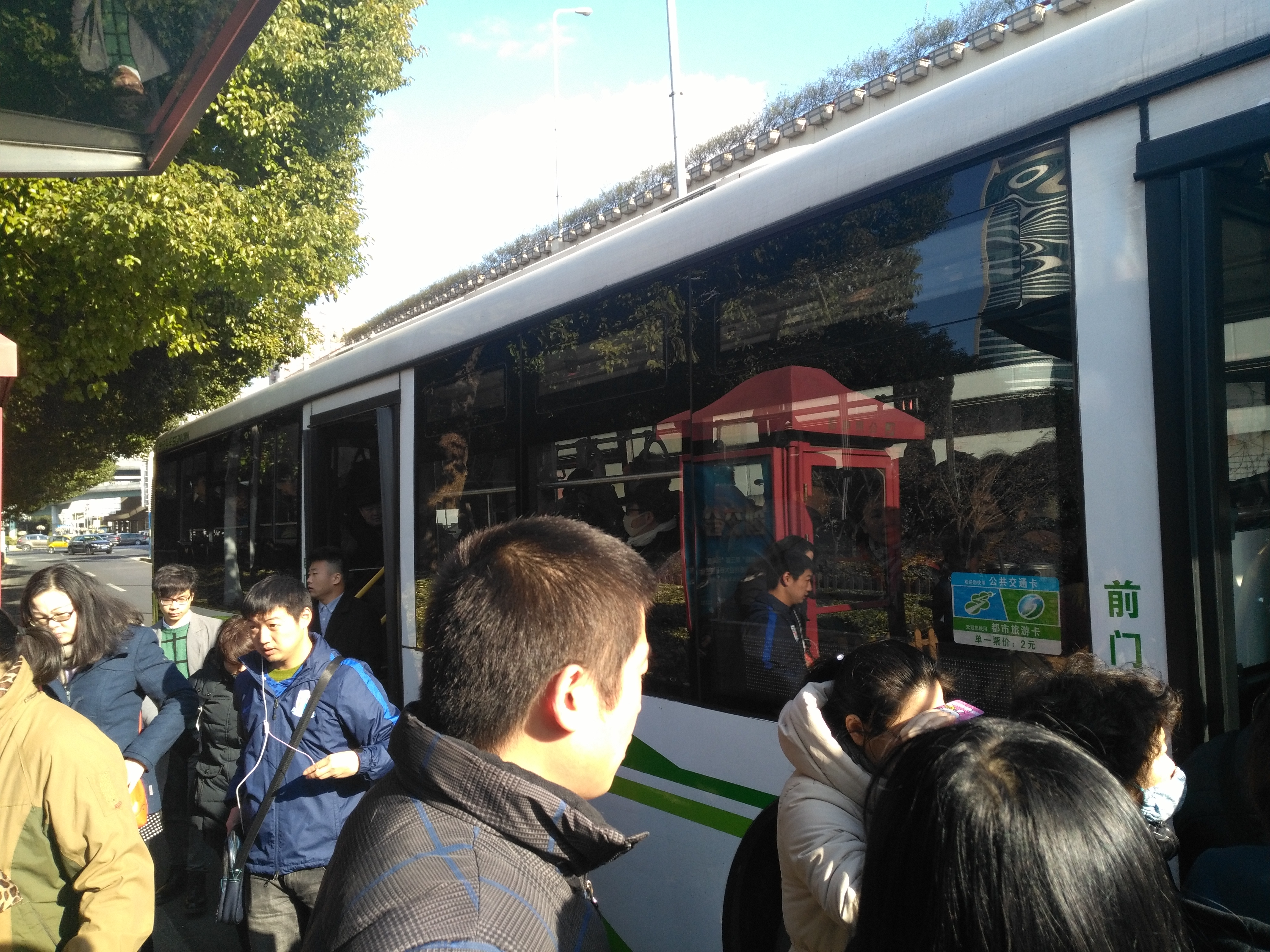
2017年1月，71路在延安东路西藏中路站点载客

2016年11月，上海市交通委员会发布《延安路中运量系统公交线路优化调整计划》，征求市民意见。根据该方案，71路将转为延安路中运量公交系统内运行，并新开辟到凯旋路延安西路的短驳公交替代该线路在天山路的线路段，是为1250路。
2017年1月28日，替代原71路在天山路线路段的短驳线路1250路(双流路天山路—凯旋路延安西路)开通。2017年2月1日0时10分，原71路末班车驶离外滩终点站；同日清晨4点30分，转至中运量公交系统内运行的71路无轨电车由申昆路枢纽站始发，开始对公众试运营。
2018年中国国际进口博览会期间，71路区间车临时改线，不停靠申昆路枢纽站，改为从沪青平公路直达国家会展中心（上海）的P1停车场。
2021年中國國際進口博覽會期間，71路区间线延伸运营至進博會舉辦場地。
2022年2月8日，71路中運量公交西延伸工程取得批准。71路西延伸線路從吳寶路站開始延伸，一路沿滬青平公路-華翔路-申蘭路-申長路-天山西路-申昆路開行至申昆路豐虹路站，全長約9.6公裡，沿線共設置10座車站。7月6日，71路中运量公交西延伸工程开工。
2023年5月13日，71路中运量西延伸公交线路开始空载联调联试，正式施行专用车道管理。10月29日，71路区间西延伸段开启联调联试。11月3日起，延伸后的71路区间全线载客试运营。

## 运营组织

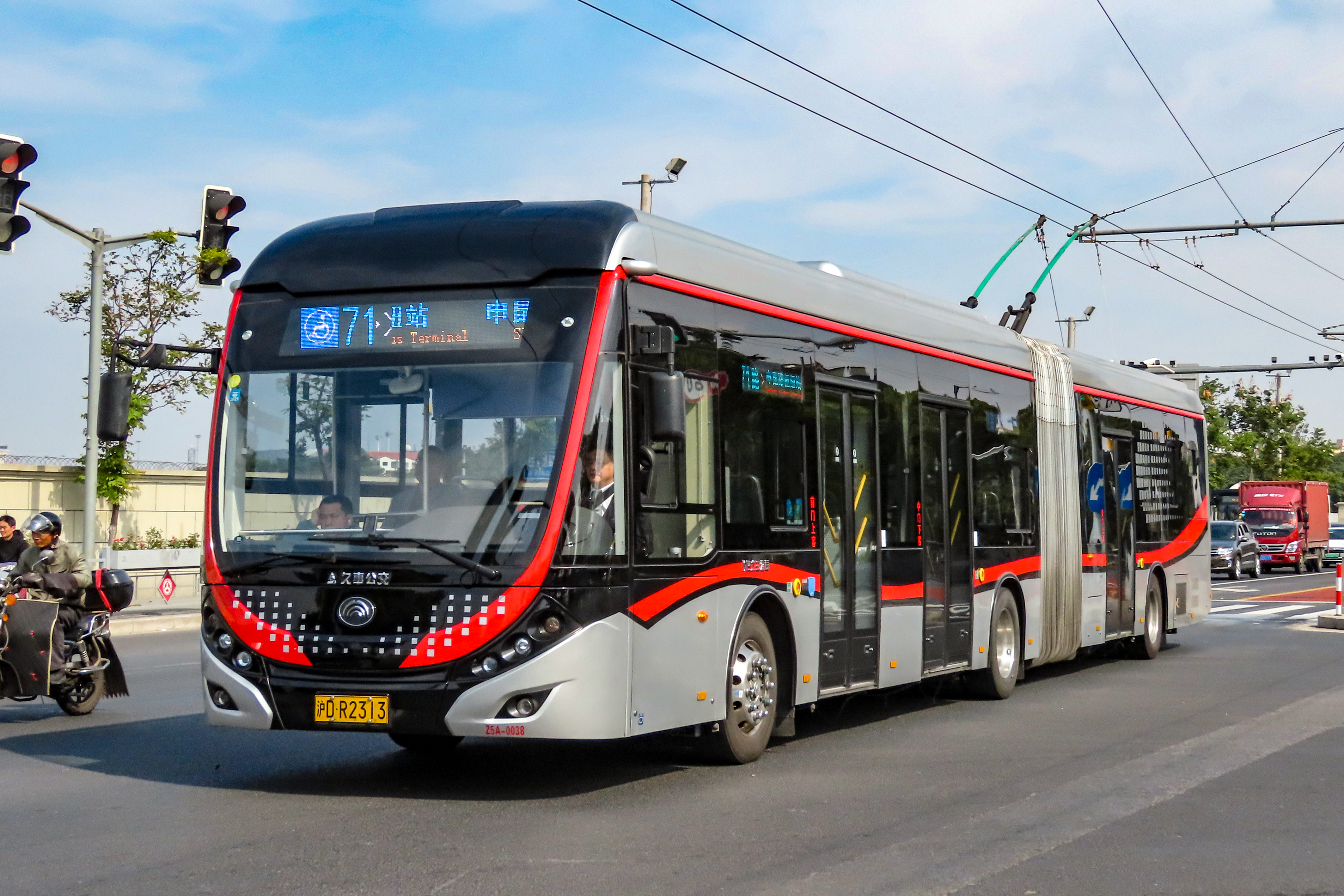
ZK5180A型电车行驶于沪青平公路虹桥机场南侧

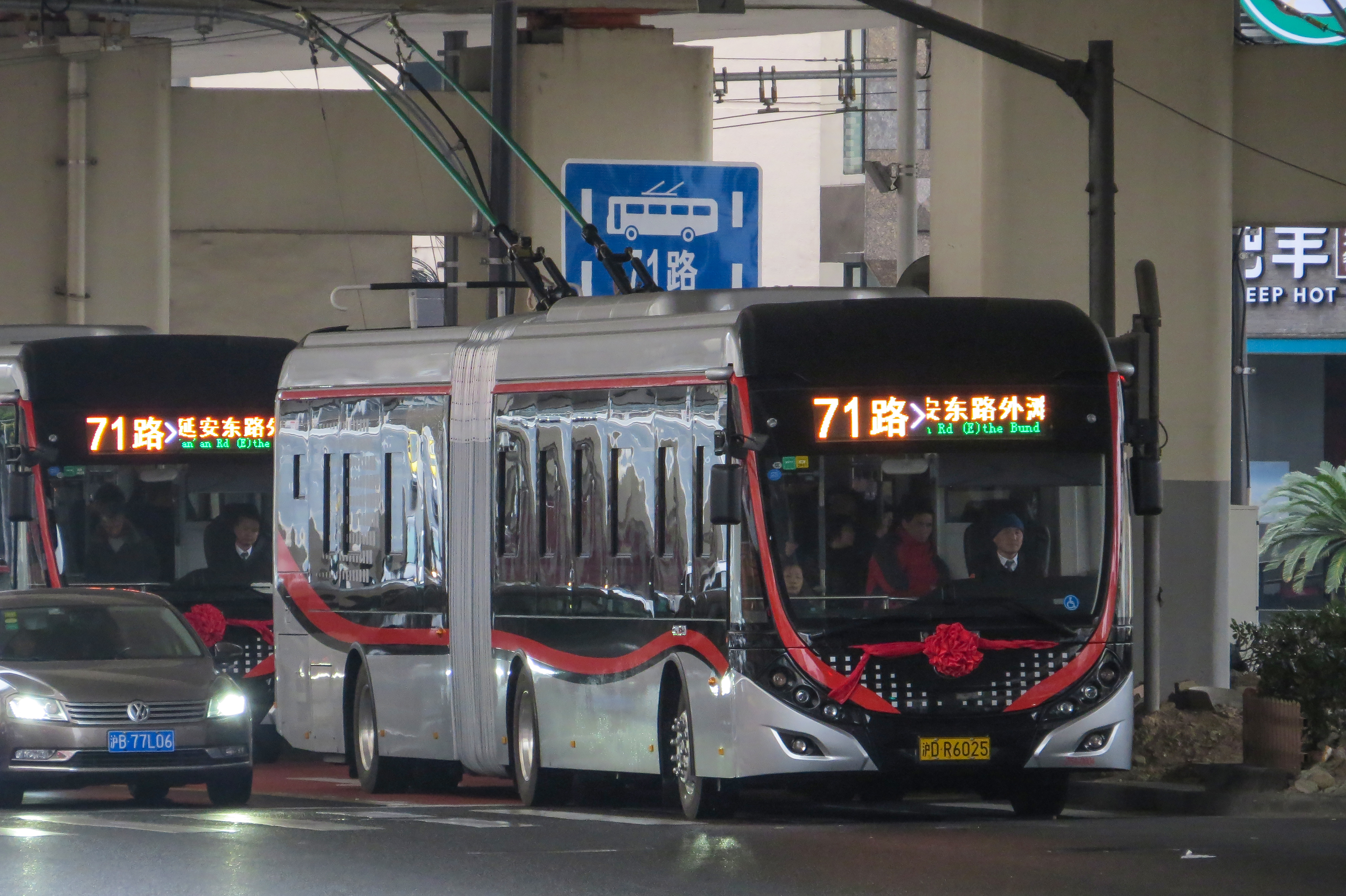
ZK5180A型电车行驶于延安西路上江苏路附近

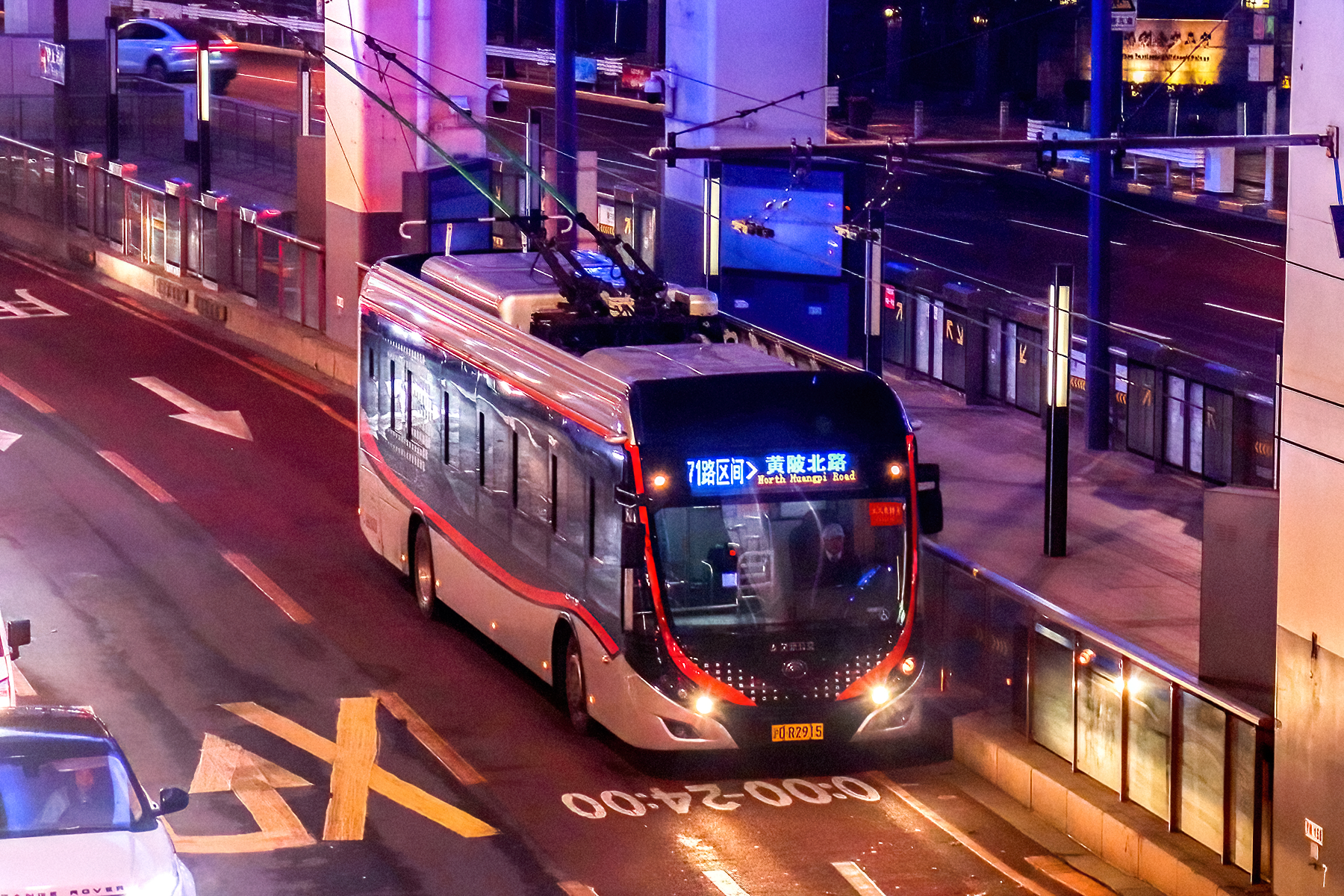
一辆ZK5120C型电车停靠在华山路站

试运行期间安排全程车（71路）和至黄陂北路的区间车（71区间）还有申昆路至凯旋路的掉头车。全程车高峰间隔4分、低谷间隔8分；区间车高峰间隔5分、低谷间隔10分。全程、区间线隔班交替运营，掉头车则由调度决定随机发车。可以实现高峰期小于3分钟的平均间隔。
运营单位购买了40辆18米宇通牌ZK5180A型电车和28辆12米宇通牌ZK5120C型电车，目前有37辆ZK5180A和27辆ZK5120C获得公共汽电车运营证，投入实际运行。
71路全程为单一票价2元，享受交通卡换乘优惠政策。支付车资方式与常规线路相同，为上车投币或刷卡，而非站台售票或购票进站。线路每车配备乘务员一名，负责引导乘客、解答乘客咨询、协助驾驶员关注集电杆、帮助身心障碍者等，但不负责现金售票事务。

## 线路与站点

### 线路走向

#### 71路
- 上行：自延安东路外滩（延安东路中山东一路）始，循延安东路、延安中路、延安西路、沪青平公路、申昆路、高虹路至申昆路枢纽站（高虹路申昆路）。
- 下行：自申昆路枢纽站（高虹路申昆路）始，循高虹路、申昆路、沪青平公路、延安西路、延安中路、延安东路至延安东路外滩（延安东路中山东一路）。

#### 71区间
- 上行：自黄陂北路下客站（人民广场武胜路）始，循武胜路、延安东路、延安中路、延安西路、沪青平公路、华翔路、申兰路、申长路、天山西路、申昆路至丰虹路站（申昆路丰虹路）。
- 下行：回程为自丰虹路站（申昆路丰虹路）始，循申昆路、天山西路、申长路、申兰路、华翔路、沪青平公路、延安西路、延安中路、延安东路、黄陂北路、武胜路至黄陂北路下客站（人民广场武胜路）。

### 站点设置
| 站名           | 车站位置                   | 首末班车   | 首末班车   | 首末班车     | 首末班车     | 公交换乘 |
| 站名           | 车站位置                   | 上行首班   | 上行末班   | 下行首班     | 下行末班     | 公交换乘 |
| -------------- | -------------------------- | ---------- | ---------- | ------------ | ------------ | --- |
| 申昆路枢纽站   | 高虹路七莘路口             | 上行终点站 | 上行终点站 | 4:30         | 22:30        | 闵行33路、835路、 沪朱专线、851路（原沪青盈专线） |
| 吴宝路         | 沪青平公路吴宝路口         | 6:23       | 24:23      | 4:33         | 22:33        | 91路、173路、196路、748路、865路、 虹桥枢纽1路、闵行18路、上青线 |
| 航新路         | 沪青平公路航新路口         | 6:21       | 24:21      | 4:35         | 22:35        | 91路、196路、748路、776路、 虹桥枢纽1路、闵行18路、709路 |
| 航东路         | 沪青平公路航东路口         | 6:18       | 24:18      | 4:38         | 22:38        | 91路、196路、748路、865路、 上青线、虹桥枢纽1路 |
| 外环路         | 延安西路沪青平公路东侧     | 6:15       | 24:15      | 4:41         | 22:41        | 91路、196路、519路、739路、748路、 911路、941路、1207路、虹桥枢纽1路                                                                                                  |
| 虹井路         | 延安西路虹井路东侧         | 6:12       | 24:12      | 4:44         | 22:44        | █ 10号线上海动物园站、57路、519路、739路、748路、721路、807路、809路、941路、911路、1207路、新泾1路                                                                   |
| 剑河路         | 延安西路剑河路东侧         | 6:09       | 24:09      | 4:47         | 22:47        | 804路、虹桥镇2路 |
| 虹梅路         | 延安西路虹梅路西侧         | 6:07       | 24:07      | 4:49         | 22:49        | █ 10号线龙溪路站、519路、757路、809路 |
| 虹许路         | 延安西路虹许路西侧         | 6:05       | 24:05      | 4:51         | 22:51        | 69路、700路 |
| 水城南路       | 延安西路水城南路西侧       | 6:03       | 24:03      | 4:53         | 22:53        | █ 10号线水城路站、519路、700路、757路、827路、941路 |
| 娄山关路       | 延安西路娄山关路口         | 6:00       | 24:00      | 4:56         | 22:56        | █ 10号线伊犁路站、57路、911路 |
| 凯旋路         | 延安西路天山路、凯旋路     | 5:57       | 23:57      | 4:59         | 22:59        | █ 3号线、 █ 4号线延安西路站、57路、190路、946路、1251路（往水城路仙霞路）、1250路（往定西路站）                                                                       |
| 定西路         | 延安西路定西路西侧         | 5:54       | 23:54      | 5:02         | 23:02        | 57路、946路、1250路（往双流路天山路） |
| 番禺路         | 延安西路番禺路东侧         | 5:52       | 23:52      | 5:04         | 23:04        | 44路、57路、76路、96路 |
| 江苏路         | 延安西路江苏路西侧         | 5:51       | 23:51      | 5:05         | 23:05        | 01线、57路、62路、76路、138路、923路 |
| 镇宁路         | 延安西路镇宁路东侧         | 5:49       | 23:49      | 5:07         | 23:07        | 01线、57路、62路、76路、838路 |
| 华山路         | 延安西路华山路西侧         | 5:47       | 23:47      | 5:09         | 23:09        | █ 7号线、 █ 14号线静安寺站、01线、48路、548路、45路、40路、93路、94路、113路、824路、830路、927路                                                                     |
| 常德路         | 延安中路常德路西侧         | 5:45       | 23:45      | 5:11         | 23:11        | █ 2号线、 █ 7号线静安寺站 |
| 上海展览中心   | 延安中路上海展览中心       | 5:43       | 23:43      | 5:13         | 23:13        | 01线、49路 |
| 茂名北路       | 延安中路茂名路路东侧       | 5:41       | 23:41      | 5:15         | 23:15        | █ 2号线南京西路站 █ 13号线南京西路站、淮海中路站、24路、41路、104路                                                                                                   |
| 成都北路       | 延安中路老成都北路东侧     | 5:39       | 23:39      | 5:17         | 23:17        | 01线、36路、253路(高峰线)、869路、933路、974路、沪青高速专线 |
| 黄陂北路       | 延安东路黄陂北路东侧       | 5:36       | 23:36      | 5:20         | 23:20        | █ 1号线、 █ 14号线一大会址·黄陂南路站 █ 1号线、 █ 2号线、 █ 8号线人民广场站、23路、108路、789路、都市观光旅游1线、都市观光旅游2线、455路、775路、 782路、783路、934路 |
| 武胜路（下客） | 武胜路延安东路西侧         | 上行不设站 | 上行不设站 | 区间车下客站 | 区间车下客站 | █ 1号线、 █ 2号线、 █ 8号线人民广场站、46路、112路、145路(高峰线)、952路、 隧道六线                                                                                   |
| 西藏中路       | 延安东路西藏中路东侧       | 5:33       | 23:33      | 5:23         | 23:23        | █ 8号线、 █ 14号线大世界站、01线、18路、451路、454路、455路、930路、934路、机场五线、新川专线、隧道六线                                                               |
| 河南中路       | 延安东路南侧 原127路终点站 | 上行不设站 | 上行不设站 | 5:26         | 23:26        | █ 10号线、 █ 14号线豫园站、17路、66路、145路(高峰线)、805路、929路、934路                                                                                             |
| 延安东路外滩   | 延安东路中山东一路西北侧   | 5:30       | 23:30      | 下行终点站   | 下行终点站   | 55路、65路、123路、135路、868路 |

## 客运量
据2018年3月31日《新闻晨报》，过去的2017年中，71路客流量不断上升，单日最高客运量已经突破5万乘次。

## 运营事故

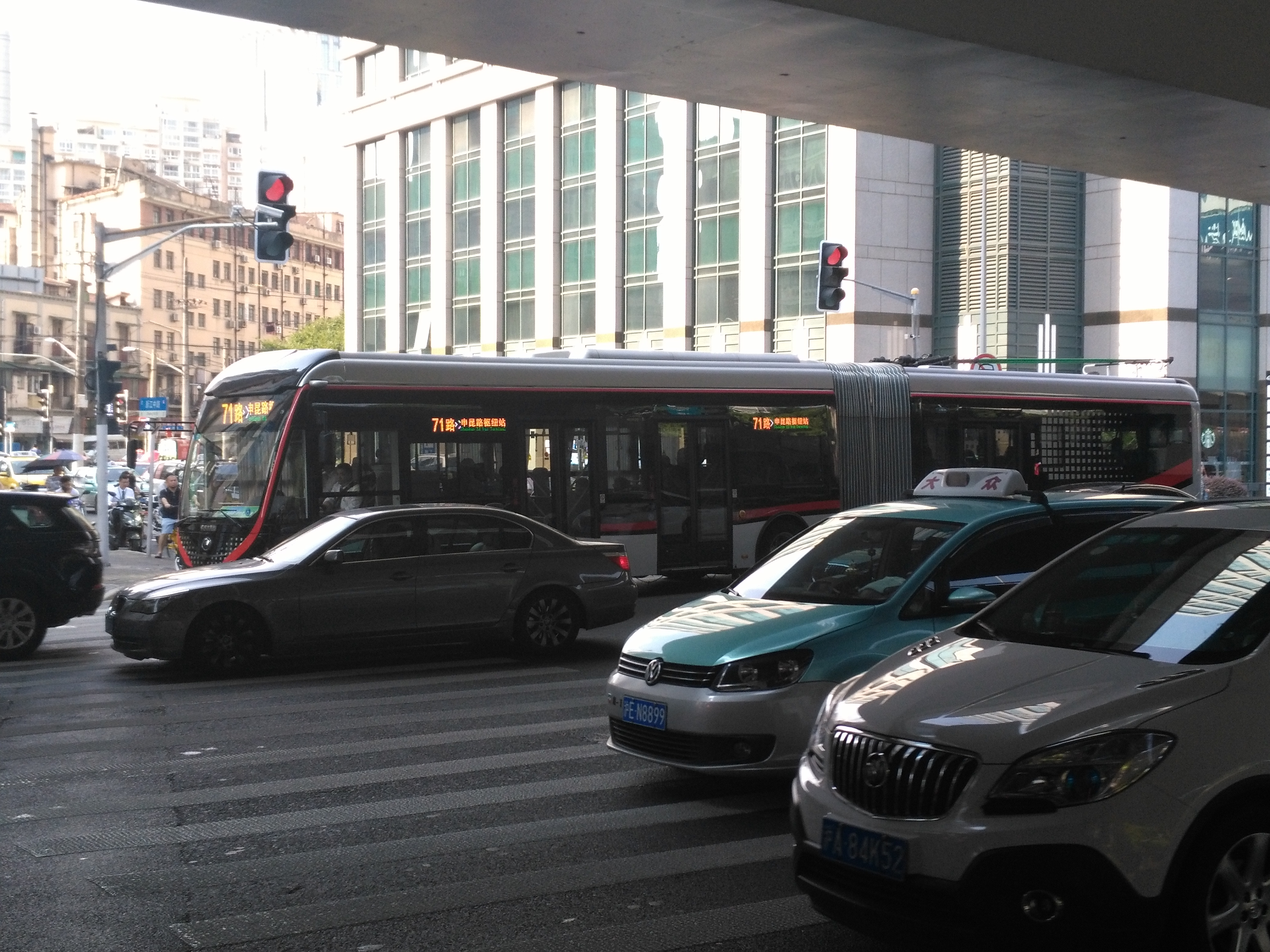
2018年3月5日发生事故的位置，正是图中公交车所处的位置。背景就是涉事的海洋大厦。

2018年3月5日6时30分许，位于延安东路近浙江中路附近海洋大厦二十九层户外招牌被大风吹落，正巧砸中途经的一辆71路公交车上，车顶被部分砸断，车厢侧面玻璃被砸烂，未造成人员伤亡。上午9时许，事故车辆拖离现场，现场清理完毕。
2023年3月26日18时55分许，一辆71路区间车在申昆路枢纽站附近冲入上海虹桥国际机场外围的北横泾。19时28分，经过现场处置施救，消防救援人员将公交驾驶员从驾驶室救出并移送120，驾驶员当时处于无意识状态。
2023年11月20日6时18分，延安西路中山西路路口发生一起交通事故。一名驾驶面包车的男子至该路口时与一辆71路公交车发生碰撞。事故造成王某某轻微受伤，经送医救治无碍。

## 形象标志
上海公交71路的吉祥物被称为“量量”，是以该线路使用的宇通牌客车车头为灵感创作的，着绿色T恤。

## 评价

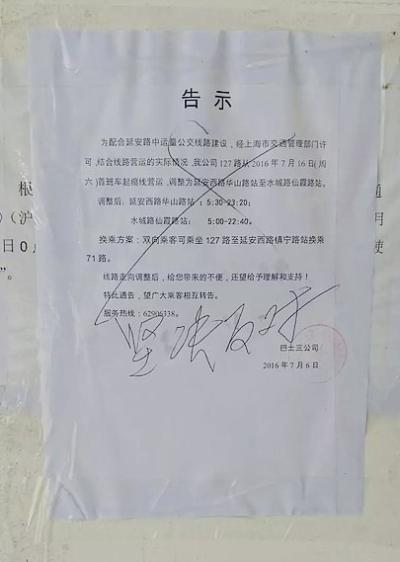
上海127路缩线通告，上有乘客手书曰“坚决反对”

2017年，中运量尚在建设时，有关部门开始调整相关公交线网。根据相关方案，上海巴士集团将缩线并裁撤925路、936路、原71路和127路；合并911路和911区间。由于925路、936路、127路、911路和911路区间车等曾多次列入撤销、缩线计划表，这一行为引发市民不满。有市民因此向公交车或公交车站张贴“大字报”或涂抹张贴在公共区域的有关通告文书等以表不满。
2017年建成后，客流稳定增长，上海市交通委表示，经过运营单位的优化，71路总体运营情况良好，各项指标基本达到预期。
通车后，线路乘车体验舒适获肯定，但也有市民指出，主线与相邻新辟接驳线路换乘站点并非同站，因而导致换乘步行距离较长，原本依靠925路直接前往中心城区的航华新村居民在71路开通、925路撤销后并无新辟接驳线路，出行不便。
2017年5月，该系统的设计和EPC总承包单位上海市政工程设计研究总院向媒体表示，在3个月的试运营期间，工作日期间71路客流稳定在4万以上，高峰日客流接近5万；早晚高峰平均时速达到每小时18公里以上。试运营初期的单程开行时间为80分钟，目前提速在60分钟左右。71路车速逐步加快，班次准点，“获得较多市民的认可”，达到设计初期运营目标。
2018年5月11日，有署名为“周元飞”的久事公交集团员工向公司公开反映，称71路的逃票率达到4成，尤其全程车前半节车存在监票盲区；71路运营单位三公司回复称，中运量车队要求乘务员提醒监票，但乘务员也无法对无视提醒者执行强制索要票款、驱赶乘客下车等售票员职权。
2018年11月，因中国国际进口博览会期间的工作，71路中运量班组获上海市总工会颁发的上海五一劳动奖状。